# 沙县小吃

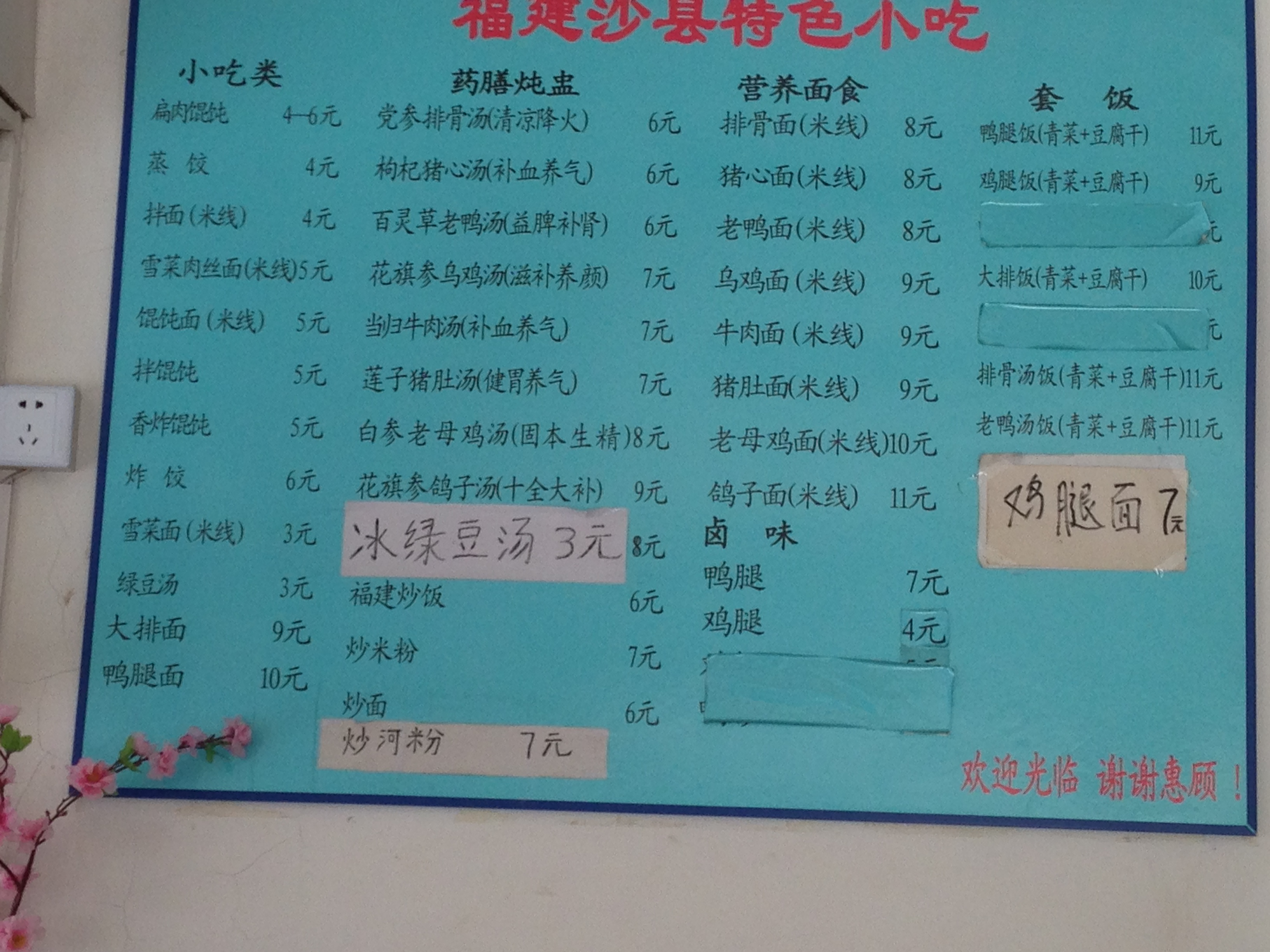
菜單

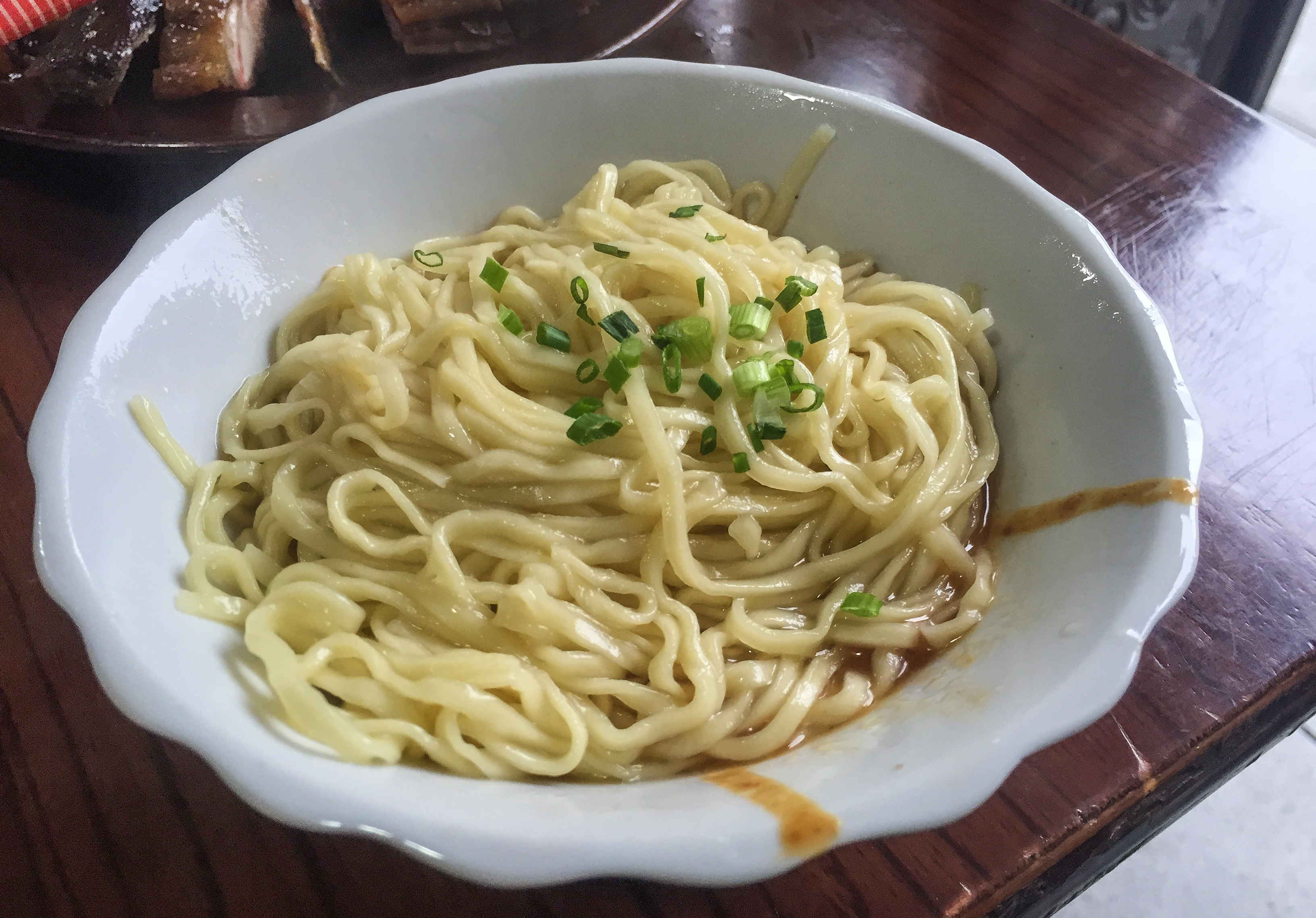
沙县小吃的拌面

沙县小吃起源于中国福建省三明市的沙县，是具有沙县当地特色的一系列小吃的总称，属于闽菜，现为中式小吃的一个重要分支並成為了中国廉價小吃的代表。2008年沙縣政府主導整合成立「沙縣小吃集團」後，開始向各地與海外展店。

## 历史特色
福建沙县等地的饮食文化得益于中原地区的两次南渡，大量来自北方各地的汉人涌入福建，给沙县等地带来了北方各地的饮食文化；因此当地饮食兼具了闽地特色和北方的中原遗风，当地也保存了不同时期的汉族美食文化及其“原始”的制作方法，成为各地汉族饮食文化的集中地。
沙县小吃以福州菜为主，兼有閩南一带的特点，还融合了汀州客家风格，具有浓郁的当地特色。包括扁肉、鱼丸、糍粑、金包银、将军米粿、芋饺、炸米冻、灯盏糕、烫嘴豆腐仔等有当地特色的菜品。正宗沙县人的店铺中常做的“老四样”是扁肉、拌面、炖罐、蒸饺，但大多数标称“沙县小吃”的店铺会在各地引入本地化菜色，如与沙县并无关系但北方喜好的盖浇饭，或是广东的炒河粉。创于秦汉、盛于明清的沙县小吃至今有记载的达240种，年营业额超500亿元。为了保护这些当地特色，中國政府还认定了数批沙县小吃制作工艺的县级代表性传承人来继承这些小吃的制作工艺。

## 商业扩张
作为一种商业模式，沙县小吃带有“连而不锁”“家庭作坊”的性质，经营模式与黄焖鸡米饭、兰州牛肉面相似，由沙县当地人经营（海外市场除外）。而根据各地的口味，“沙县小吃”供应的菜品也往往有相应的调整，因而受到了许多人的欢迎喜爱。
80年代末一种名叫“标会”的融资组织在沙县非常盛行，最盛时绝大多数沙县人都有参与。1992年这一组织资金链断裂，大量沙县人一夜赤贫，被迫背井离乡。其中原本经营小吃店的邓世奇夫妇也因破产来到厦门经济特区。秉着“一元进店，两元吃饱，五元吃好”的理念，邓世奇夫妇开办了第一家“沙县小吃”小吃店。后来随着通货膨胀，物价飞涨，沙县小吃的理念也随之成了“一元进店，四元吃饱，八元吃好”。因为始终低廉的价格，沙县小吃开始在农民工、学生等群体中流行，而邓世奇夫妇的生意也越办越好。“沙县小吃”的事迹传回县里，更多的沙县人也开始跟随邓世奇夫妇离开故乡，到各地经营小吃生意。
起初，当地政府反对人口外出经营小吃，但而後在1997年随着大量人口外出从事小吃行业，沙县县政府接连设立了小吃办、沙县小吃同业公会、以及沙县小吃发展服务中心（三个机构一班人马），甚至通过向下属乡镇分配任务来强力推动农村劳动力外出经营沙县小吃；并且为“沙县小吃同业公会”设计申请了统一的集体商标，还在一些城市设立专门的办事机构，举办“沙县小吃文化节”，在域内投资建设了“沙县小吃一条街”。虽然许多举措并不成功，店面的扩张也并非一帆风顺，但政府始终推动这项事业发展，支持沙县小吃向全国各地扩张。沙县小吃最终从福建拓展到珠三角，再到北京和长三角地区，最终成为了全国性的产业。
1999年时，仅仅在沙县小吃发源地的福建省内就有逾三千家经营沙县小吃的餐馆。而到了2007年，中国全国各地由沙县人开办的沙县小吃餐馆超过13,000家。官方统计称，沙县240种小吃其中39种行销全国各地。到2011年止，有逾4000家餐馆获沙县小吃同业公会授权使用沙县小吃的商标，成为沙县小吃的官方门店。而在2015年底官方统计的授权门店已达到20,000家以上，而2017年媒体估计的门店总数达到六至八万，门店规模达到肯德基的数倍。

## 品牌问题
- 1997年，沙县县政府设计并申请“沙县小吃同业公会”的集体商标[11]。
- 2003年，沙县被评选为“中国小吃之乡”。
- 2005年，“沙县小吃”商标成为“福建省著名商标”。
- 2006年，沙县被评为“中国小吃文化名城”。沙县小吃同业公会及图形”集体商标经国家工商总局核准注册[16]。
- 2007年，沙县小吃同业公会被评选为“全省先进民间组织”、“全国餐饮业先进社团”。
- 2008年，沙县小吃集团有限公司成立。
- 2013年，沙县小吃被认定为“中华名小吃”[17]。
- 2015年，“沙县小吃及图形”集体商标获核准注册[16]。

“沙县小吃”的品牌效应，也吸引许多外地人加入沙县小吃的经营。然而根据沙县小吃的商标性质及其行业规范，其必须由沙县的本地人授权经营。由于长期以来的管理缺失以及其自身制作简易、价格低廉的特点，大量“杂牌”“沙县小吃”盛行于世，在有些城市比例可能还超过了正规门店，也对后者的质量、口碑产生了极大的影响。同时，“沙县小吃”在扩张时期不仅经营主体混乱，还出现大量不正规行为，其中甚至包括涉黑，这些都使其自身始终难以摆脱低端廉价、不卫生的形象，也增加了“正规军”的整合成本。此外，沙县小吃人的第二代也有许多并不愿意参与小吃的经营，“沙县小吃”的招牌可能面临继承危机。
1997年，沙县小吃同业公会便开始保护其商标权益，接连申请注册了不下20个防御性商标；但直到2015年才成功注册“沙县小吃”的商标，还有大量商标被驳回。2013年开始，沙县小吃同业公会制定实行了有关沙县小吃经营管理的一系列规范，并出台了其集体商标的相应使用规范。但仍有不少店主不愿意加入公会，更希望自主经营；也有民间资本另起炉灶成立组织，向外地人授权；沙县小吃业内还存在恶性竞争的现象。同业公会积极打击仿冒商标，尝试通过法律途径维护自身权益。

## 转型上市与海外发展

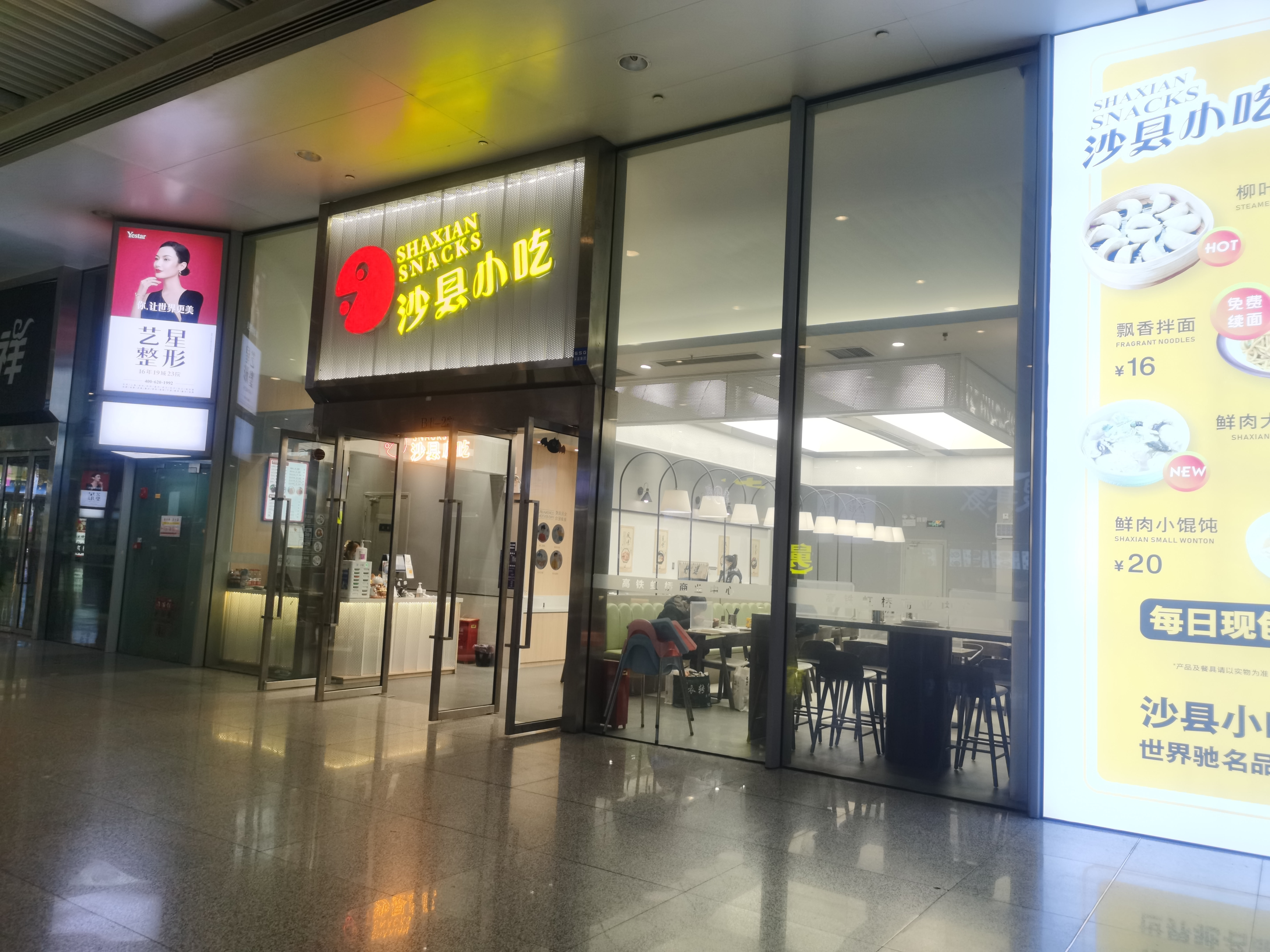
上海虹桥站到达层的沙县小吃门店

2008年，沙县政府主导设立了沙县小吃集团，力图整合沙县小吃，打造“中国连锁快餐第一品牌”；2011年开始，政府便计划通过国有集团来实现沙县小吃的上市。“沙县小吃”上市虽然吸引了一部分资本，但在混乱的经营主体及利益格局的重重阻碍下，其始终进展迟缓。也有学者建议，由较大的营业实体先行上市，建立起完整的规范经营体系，再整编市场。

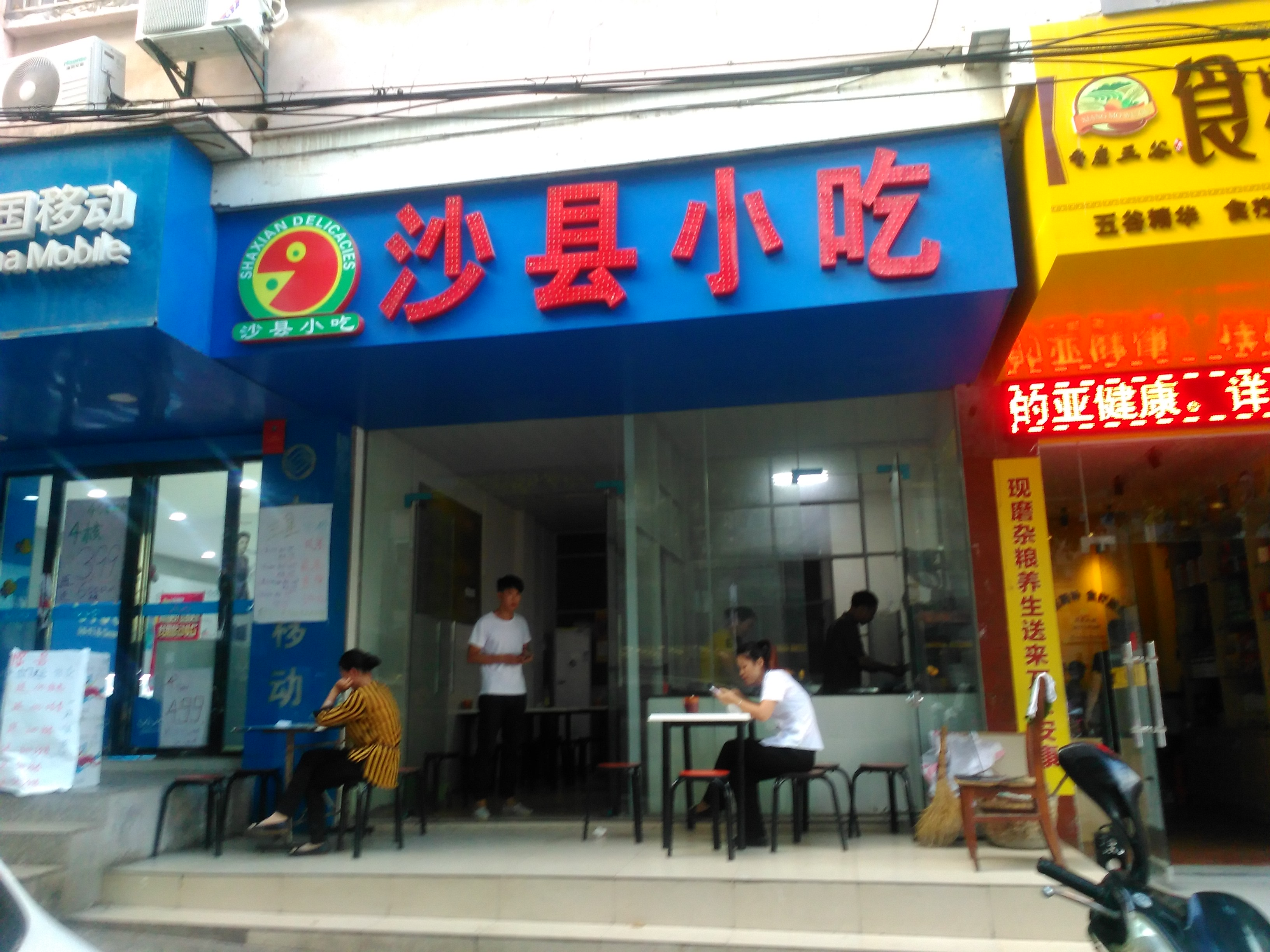
沙县小吃社區店

尽管上市呼声不断，但官方否认了近期上市的可能，称其为“沙县小吃”的长期规划。雏鹰农牧是“沙县小吃”集团第二大股东，2017年11月29日，其董事长侯建芳在当地的论坛上说：“在完成线下6万家门店的标准化体系改造后，沙县小吃的供应链、传媒两大板块将分别单独上市。”其中传媒业务负责广告，餐饮业务主攻供应链，而“沙县小吃”的供应链、菜品、门店则会进一步标准化。
与此同时“沙县小吃”也通过设立官方旗舰店、出国发展等方式改善品牌形象，增强企业影响力。2017年9月18日沙县小吃的北京旗舰店正式营业，采取了标准化的营业模式。而在海外市场，沙县商务局称“沙县小吃”已经入驻了香港、日本、马来西亚、新加坡、澳大利亚、英国、澳门等60多个国家和地区，在美国、新加坡、澳大利亚等15国注册商标，但放弃了必须由沙县人经营的模式，而完全另起一套，其在日本東京的分店成為排隊名店，一份套餐約860日元。
2018年1月10日，沙县小吃被选为中国美食代表，参加2018年韩国平昌冬奥会美食展。

## 轶闻
因沙县小吃分量足、价格低，中国网络论坛戒赌吧中常有人到沙县小吃蹭吃蹭喝甚至直播逃单过程，沙县小吃也被戏称为戒赌吧的“官方指定饭店”。